# Grasberg-Mine

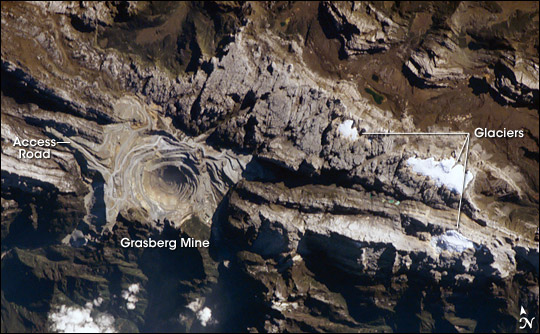
Satellitenbild des Tagebaus (2005)

Die Grasberg-Mine ist das größte Goldbergwerk und gleichzeitig das Kupferbergwerk mit den niedrigsten Förderkosten der Welt. Sie liegt in dem zu Indonesien gehörenden Westneuguinea (Westpapua). Der Rand des Tagebaus liegt auf einer Höhe von 3900 m über dem Meeresspiegel, die Sohle auf etwa 3600 m. Der Durchmesser des Loches beträgt 1,5 bis 2,0 km. Der Tagebau ist die zentrale Ressource von Freeport-McMoRan sowie Quelle des größten Reichtums und der größten Langzeitumweltzerstörung in Westneuguinea und Indonesien. Kritiker des Tagebaus sind neben der papuanischen Urbevölkerung verschiedene Nichtregierungsorganisationen, Umweltschutz- und Menschenrechtsgruppen.

## Lage

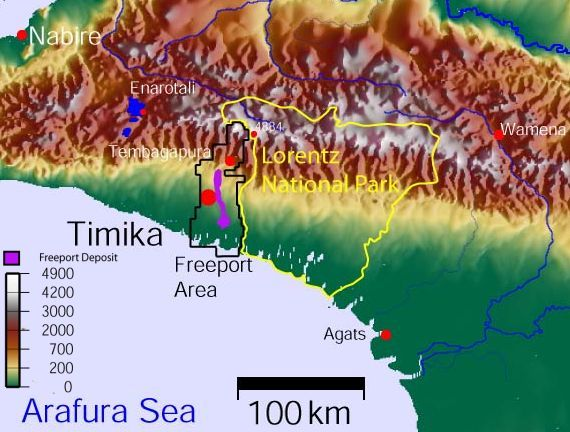
Freeport-Gebiet mit angrenzendem Lorentz-Nationalpark. Violett: Abraumhalde

Die Grasberg-Mine liegt in Westneuguinea im Pazifischen Feuerring auf 4270 m Höhe in unmittelbarer Nähe des höchsten Berges Ozeaniens, der Carstensz-Pyramide. Das Konzessionsgebiet wird nach Osten und Norden durch den Lorentz-Nationalpark begrenzt, nach Süden durch die Arafurasee. In derselben geologischen Verwerfung wie Grasberg liegen auch der von der Ok Tedi Mining Limited betriebene Tagebau Ok Tedi, Lihir, Porgera und Panguna.
Die Niederschläge in dieser Region sind extrem hoch: 4.000–5.000 mm jährlich im Tagebaukomplex und bis zu 11.000 mm im Flachland. Die Regenzeit dauert von September bis Mai.

## Geschichte

### Entdeckung
Entdeckt wurde die Lagerstätte 1936 von dem niederländischen Geologen Jean-Jacques Dozy, der für Shell Erdölquellen erforschte, bei dem Versuch, die Gipfel der Jayawijaya-Berge zu besteigen. In 3700 Meter Höhe entdeckte er in einer Berglandschaft aus hellem Kalkstein einen etwa 130 Meter hohen, auffällig schwarzen Berg in Form eines Zahnes aus goldhaltigem Kupfererz, den er Erzberg (niederländisch Ertsberg) nannte. In einem unzugänglichen Hochtal, 120 km von der Küste entfernt, war dieses Kupfervorkommen wie ein „Berg von Gold auf dem Mond“.
Durch den Zweiten Weltkrieg gerieten die Aufzeichnungen in Vergessenheit, und erst 20 Jahre später wurde der Bericht von dem Geologen Forbes Wilson wiederentdeckt. Wilson suchte für Freeport nach Nickel. Bei seiner Expedition mit Del Flint wurden 1960 die großen Kupfervorkommen des Ertsberges wiederentdeckt. Der Kupfergehalt betrug beachtliche 2,5 Prozent mit 0,75 Gramm Gold und 9 Gramm Silber je Tonne Erz. Insgesamt wurden später 32 Millionen Tonnen Erz abgebaut.

### Aufschluss
Mit Erlaubnis der indonesischen Regierung für den Kupferabbau wurde 1973 ein Tagebau eröffnet. Die von Bechtel gebaute 100 km lange Zufahrtsstraße ist eine technische Meisterleistung, sie war das schwierigste Projekt der größten US-Baufirma. Erst der Vietnamkrieg hatte die Hubschraubertechnik (Bell 204) Mitte der 1960er-Jahre so weit gebracht, dass das Projekt möglich wurde. Zum Bau der Straße wurden Holzfäller durch die Baumkronen abgeseilt, um Lichtungen zu schlagen, auf denen danach kleine, in Einzelteile zerlegte Planierraupen zur Befahrbarmachung des Urwaldes abgesetzt wurden. Zu den technischen Schwierigkeiten gehörten Hubschrauberabstürze und schweres Gerät, das in den Sümpfen versank. Zwei Tunnel mit insgesamt 1,7 km Länge mussten gebaut werden. Freeport war mehrere Male kurz vor der Aufgabe. Die Presse nannte das Projekt „Mission Impossible“ – die unmögliche Mission. Für die Bergleute wurde 10 km unterhalb des Tagebaus in 2062 m Höhe die Stadt Tembagapura („Kupferstadt“) errichtet. 1995 eröffnete Suharto das für 500 Millionen Dollar mitten im Dschungel für 20.000 Einwohner gebaute Kuala Kencana („Goldfluss“).
Zu den ersten Abnehmern des Erzkonzentrates gehörte neben Japan auch die Aurubis AG (früher Norddeutsche Affinerie AG).
1988 begann der Abbau des schon von Dozy entdeckten Grasberg-Vorkommens in 4270 Meter Höhe, zwei Kilometer vom Ertsberg entfernt; über eine Milliarde Tonnen Erz mit 1 Prozent Kupfer und 1,2 Gramm Gold je Tonne Erz. Freeport besitzt seitdem eine Lagerstätte von Weltformat mit den größten Goldreserven der Welt. Die technischen Herausforderungen waren wieder enorm. Die Erzförderung konnte kontinuierlich bis auf 238.000 Tonnen täglich (2005) gesteigert werden. Neben dem chilenischen Chuquicamata ist Grasberg der größte Kupfertagebau der Welt. Auf der Rangliste der größten Kupferbergwerke der Welt belegte die Grasberg-Mine wie schon seit vielen Jahren auch im Jahr 2018 nach Fördermenge weiterhin den 3. Platz hinter der Minera Escondida in der chilenischen Atacama-Wüste und der ebenfalls im Norden Chiles gelegenen Collahuasi-Mine.
Einschließlich des Abraums werden täglich über 700.000 Tonnen Material bewegt.
2005 brachten geförderte 660.000 Tonnen Kupfer 2,7 Milliarden US-Dollar ein. 79 Tonnen gefördertes Gold ergaben 1,277 Milliarden Dollar. Von den Gesamteinnahmen entfielen somit zwei Drittel auf den Erlös von Kupfer und ein Drittel auf Gold.

## Kritik
Grasberg war Anschlägen der Befreiungs- und Unabhängigkeitsbewegung Organisasi Papua Merdeka (OPM) ausgesetzt, da der Tagebau zu den wichtigsten Einnahmequellen in Westneuguinea gehört. Freeport ist der größte Steuerzahler Indonesiens, hält sich aber weder an amerikanische noch an indonesische Umweltgesetze, sondern vergiftet Flüsse und Seen direkt neben dem Lorentz-Nationalpark. Weder im ersten Vertrag von 1967 noch in den Nachfolgeverträgen von 1991 und 1994 sind Umweltauflagen enthalten. Lange Zeit gab es keine Entschädigungen für die traditionellen Landeigentümer, die Stämme der Amungme und Mimika.
Zahlungen an örtliche indonesische Militärs, die Freeport zu seiner Sicherheit durchgeführt haben will, gerieten in die Kritik. Freeport wird dadurch in indirekten Zusammenhang mit den Menschenrechtsverletzungen der TNI und KOPASSUS in Westneuguinea gebracht.

### Umweltverschmutzung

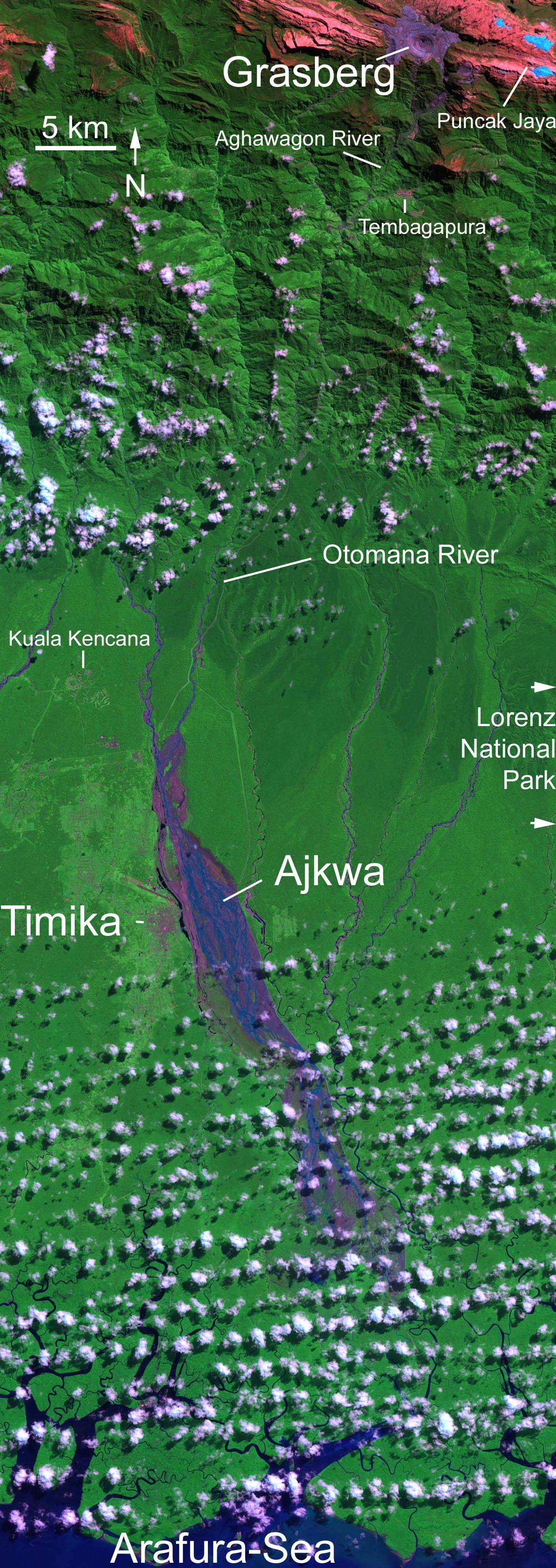
Freeports Konzessionsgebiet. Violett im Fluss: Abraum (2003)

Mehr als 238.000 Tonnen giftiger Aufbereitungsrückstände werden täglich durch die Flüsse Aghawagon und Otomona abtransportiert und in den Ajkwa-Fluss entsorgt. Kupfer schädigt insbesondere Wasserlebewesen, es blockiert biochemische Prozesse der Kiemenatmung. Freeport hält eine Gleichsetzung mit dem Tagebau Ok Tedi in Papua-Neuguinea, der eine Umweltkatastrophe verursacht hat, für unbegründet, da „nur“ 128 km Flusslauf und 450 km² Fläche betroffen seien, ein Damm gebaut wurde, nur 500 Menschen in dem betroffenen Gebiet gelebt hätten und kein Zyanid zur Erzaufbereitung verwendet wird. Die Praxis der Flussentsorgung (englisch „riverine disposal“) ist in den USA und anderen bergbautreibenden Industriestaaten wegen ihrer Langzeitumweltschäden verboten. Auch Indonesien hat 2001 ein solches Verbot erlassen. Während im Falschfarben-Satellitenbild der Akjwa nur an einigen Stellen die violette Färbung aufweist, ist aus dem Flugzeug nur eine einzige betongraue Fläche zu sehen, auf der nichts wächst. Während Freeport Pipelines für Treibstoff und Erzkonzentrat zwischen Hafen und Tagebau betreibt, sei es wegen Erdrutschgefahr nicht möglich, eine Pipeline für den Abraum zu bauen, behauptet die Firma.
Neben dem Abraum stellen saure Haldenwässer das Hauptumweltproblem dar. Bei der Verwitterung von Erzen wie dem kupferhaltigen Chalkopyrit wird Schwefel zu Schwefelsäure oxidiert. Das Restloch des Tagebaus Ertsberg ist mit kupferhaltigem sauren, türkisfarbenen Wasser gefüllt. Die Verwitterung der Halden stellt eine Altlast dar. Verschmutzt wurde bereits der Wanagansee der Amungme. Auch im Lorentz-Nationalpark wurden Grundwasserverschmutzungen gemessen.
Verschärft wird der saure Haldenabfluss durch die Praxis des Highgradings: Nur die reichhaltigsten Erzpartien werden verwertet. Das verringert die Förderkosten und verbessert den Profit. Wegen des überdurchschnittlich hohen Metallgehaltes der Grasberg-Erze ist auch der Restgehalt an Kupfer, Gold und säureerzeugendem Sulfid besonders hoch.
Journalisten und unabhängige Beobachter erhalten keinen Zutritt zum Tagebau und den abraumentsorgenden Flüssen. Daher gibt es keine unabhängigen Messwerte. Eine von Freeport in Auftrag gegebene Studie von 2002 wird der Öffentlichkeit nicht zugänglich gemacht. Nur das indonesische Umweltschutzministerium soll seit 2005 Zutritt zum Konzessionsgebiet haben.
Wegen der ernsthaften und irreversiblen Umweltverschmutzung, der Verletzung internationalen Rechts und Freeports mangelnder Transparenz hält der Staatliche Pensionsfonds Norwegens den Besitz von Freeport-Aktien in seinem Portfolio seit 2006 für ethisch nicht vertretbar. Am 10. September 2008 gab das norwegische Finanzministerium bekannt, Aktien im Wert von 500 Millionen Pfund der Rio Tinto Group, die mit 40 Prozent an dem Betrieb des Tagebaus beteiligt ist, aus dem Pensionsfonds wegen aktiver Beteiligung an der Verschmutzung der Umwelt verkaufen zu wollen.

## Unfälle, Streik und Blockade
Im Juli 2011 forderte die indonesische Bergarbeitergewerkschaft eine Lohnerhöhung von etwa 1,50 Dollar/Stunde, um die Löhne denen der Ausländer anzugleichen. Der Streik stoppte die Produktion für eine Woche, wodurch das Grubenwasser anstieg. Laut Analysten ließ dieser Streik zusammen mit schlechtem Wetter und Arbeitskämpfen in Chile den Preis für Kupfer weltweit steigen.
Im Mai 2013 kamen beim Einsturz einer Strecke 28 Bergleute ums Leben.
Am 1. Oktober 2014 blockierten 2000 Demonstranten den Eingang und forderten die Geschäftsführung auf, für mehr Sicherheit zu sorgen, nachdem am 27. September beim Zusammenstoß eines Autos mit einem Muldenkipper vier Bergleute ums Leben kamen.